# Майя, Марко
Марко Аурелио Спалл Майя (порт. Marco Aurelio Spall Maia, р.1965) — бразильский профсоюзный и политический деятель, председатель Палаты Представителей Национального конгресса Бразилии.

## Биография
Родился в Каноасе в 1965. Работал металлургом, затем в профсоюзе металлургов Каноаса. Является членом Партии трудящихся с 1985. С января 2005 — депутат Палаты Представителей Национального конгресса Бразилии от штата Риу-Гранди-ду-Сул. В декабре 2010 года занял должность спикера нижней палаты Национального конгресса, после того как его предшественник, Мишел Темер, был избран вице-президентом в команде нынешнего президента Бразилии Дилмы Руссеф. 1 февраля 2011 был избран на должность спикера Палаты Представителей Национального конгресса, за его кандидатуру было отдано 375 голосов из 513 возможных..